# Barrymore (inslagkrater)
Barrymore is een inslagkrater op de planeet Venus. Barrymore werd in 1994 genoemd naar de Amerikaanse actrice Ethel Barrymore (1879-1959).
De krater heeft een diameter van 56,6 kilometer en bevindt zich in het gelijknamig quadrangle Barrymore (V-59).